# Listrac-de-Durèze
Listrac-de-Durèze è un comune francese di 180 abitanti situato nel dipartimento della Gironda nella regione della Nuova Aquitania.

## Società

### Evoluzione demografica
Abitanti censiti